# ブリヴェット

錯覚を強調するための背景付きのブリヴェット

ブリヴェット(blivet)は不可能物体（解読不能な図形）の1つであり、錯視の一種。不可能トライデント(impossible trident)、不可能フォーク(impossible fork)、poiuyt、悪魔の音叉(devil's tuning fork)などでも知られる。一端に3つの円柱状の突起があり、これがもう一方にある2つの長方形の突起に不可解に変形しているように見える。
1964年、D.H. Schusterが航空ジャーナルの広告欄において新たな種類のあいまいな図形に気づいたと報告した。彼はこの図形を"three-stick clevis"（3本クレビス）と呼んだ。彼は新規性を次のように説明した。「他のあいまいな図形とは異なり、視覚固定の実際の変化が、その近くと解像度に関係している。」
"poiuyt"という単語は雑誌Madの1965年3月号の表紙に出た。この表紙では、4つ目のアルフレッド・E・ニューマンが"Introducing 'The Mad Poiuyt' "というキャプションとともに指で不可能フォークのバランスをとっている（poiuytはQWERTY配列の最も上の行を右から左に読んだもの）。"hole location gauge"（孔位置ゲージ）と呼ばれる匿名で投稿されたものは、Analog Science Fiction and Fact1964年6月号に「図法のこのとっぴな部分は、明らかにFinagle & Diddle Engineering Worksから抜け出たものである」というコメントがついていた（"hole location gauge"と呼ばれるものは、1961年に特許が取られていた）。
不可能フォークを意味する"blivet"という言葉は雑誌Worm Runner's Digestにより広まった。1967年、Harold Baldwinが同雑誌で"Building better blivets"（「より良いブリヴェットを作る」）という記事を発表し、不可能フォークに基づく図面を構築するためのルールを説明した。1968年12月、アメリカの光学デザイナーであり芸術家のRoger HaywardがThe Worm Runner's Digestに対して"Blivets: Research and Development"というユーモアな提案を執筆し、ブリヴェットに基づく様々な図面を提示した。彼はこの用語を次のように「説明」した。「ブリヴェットは、1892年ドイツのPfulingenでErasmus Wolfgang Blivetという斜視の小人により初めて発見された」。彼は同雑誌で続編であるBlivets — the Makingsを発表した。